# Towner County
Towner County är ett administrativt område i delstaten North Dakota, USA. År 2010 hade countyt  2 246 invånare. Den administrativa huvudorten (county seat) är Cando.

## Geografi
Enligt United States Census Bureau har countyt en total area på 2 699 km². 2 655 km² av den arean är land och 44 km² är vatten.

### Angränsande countyn
- Cavalier County - öst
- Ramsey County - sydöst
- Benson County - syd
- Pierce County - sydväst
- Rolette County - väst
- gränsar till Kanada i norr